# Sylvie Vartan

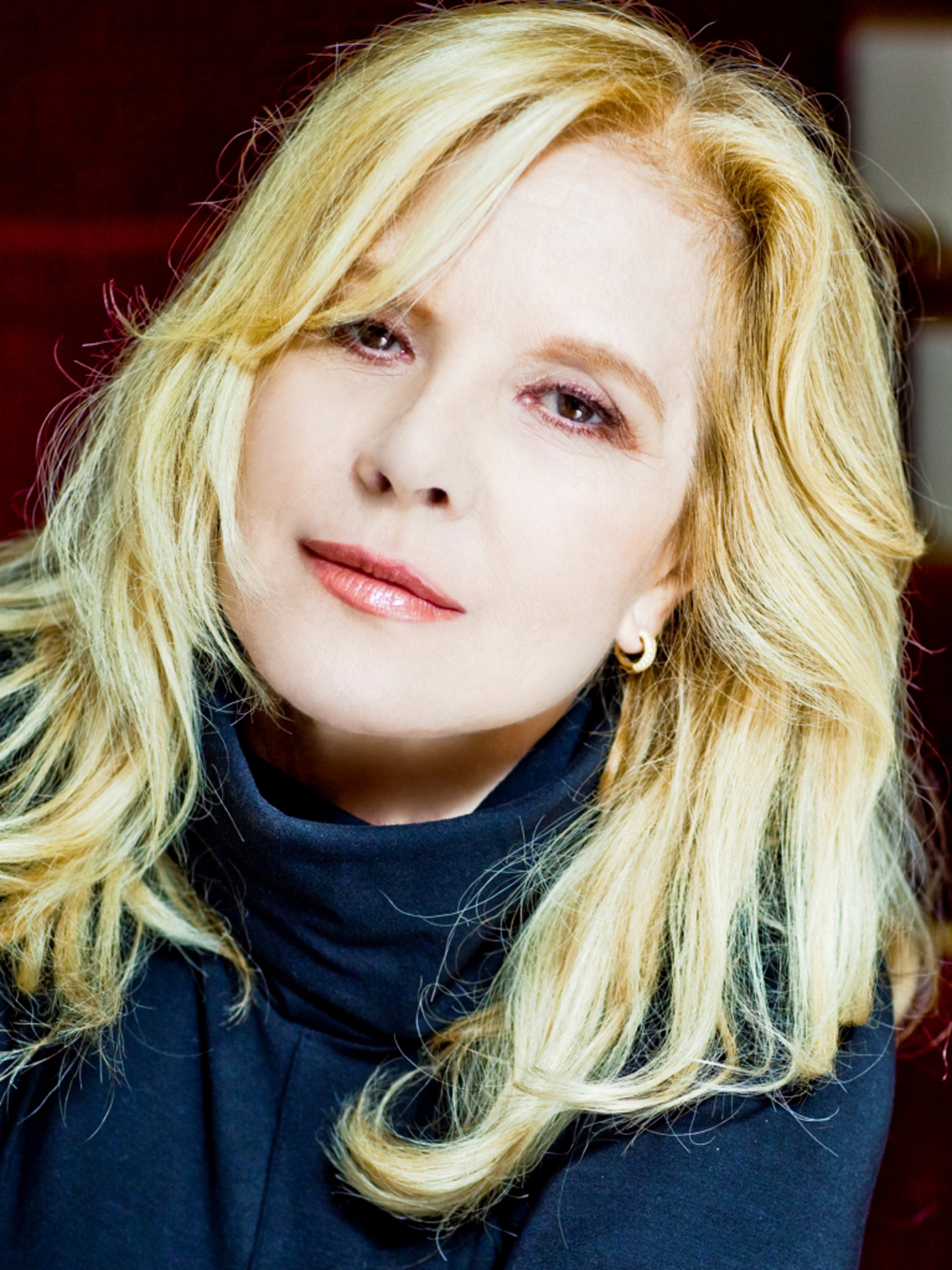
Sylvie Vartan (2009)

Sylvie Vartan (als Geburtsnamen werden Sylvia Vartanian (Wartanjan) und Silvi Zhorzh Vartan bzw. Sylvie George(s) Vartan genannt) (* 15. August 1944 in Iskrez bei Sofia, Bulgarien) ist eine populäre bulgarisch-französische Pop-Sängerin mit armenischen und ungarischen Wurzeln. Sie ist die Schwester des Musikers Eddie Vartan, der mit zahlreichen Arrangements und Kompositionen zu ihrer Karriere beitrug, und war mit dem belgisch-französischen Rockmusiker Johnny Hallyday verheiratet, mit dem sie oft zusammenarbeitete.

## Biografie
Sylvie Vartan ist die Tochter des 1912 in Frankreich geborenen Armeniers Georges Vartanian (1912–1970), eines Presseattachées der französischen Botschaft in Sofia (Bulgarien), und seiner 1936 geehelichten Frau, Ilona Mayer (1914–2007), Tochter eines seit 1921 in Sofia niedergelassenen ungarischen Architekten. Sylvie Vartan hatte einen älteren Bruder, Edmond „Eddie“ Vartan (1937–2001), der wie sie in Frankreich im Musikgeschäft tätig wurde. Im Alter von sieben Jahren spielte Sylvie Vartan eine Komparsenrolle in dem nach einem Roman des Schriftstellers Iwan Wasow gedrehten bulgarischen Spielfilm Unter dem Joch; der Regisseur des Films, Dako Dakovski, war ein Freund ihrer Familie.
Im Jahr 1952 emigrierte die Familie nach Paris. Auf Vermittlung ihres Bruders trat sie noch als Schülerin in Kontakt mit dem für die Schallplattenfirma RCA Records tätigen Musikproduzenten Daniel Filipacchi, der ihr ermöglichte, 1961 zusammen mit Frankie Jordan ihre erste Schallplatte aufzunehmen: Panne d’essence. Im selben Jahr trat sie mit drei Chansons im Vorprogramm der Konzerte von Gilbert Bécaud auf, im folgenden Jahr im Vorprogramm von Johnny Hallyday, der 1961 mit dem Lied Retiens la nuit seinen ersten Nummer-eins-Hit hatte. Im Januar 1962 hatte Vartan selbst ihren ersten Hit in den französischen Verkaufscharts: Quand le film est triste. Vartan und Halliday heirateten im Jahr 1965. Aus der Ehe, die 1980 geschieden wurde, stammt der 1966 geborene Sohn David Hallyday, der Musiker und Rennfahrer wurde.
Vartan galt zu Beginn ihrer Karriere als Teenager-Idol und war ein Top-Star der französischen Yéyé-Generation. Est-ce que tu le sais?, Tous mes copains, Dansons (alle 1962), En écoutant la pluie, I’m Watching You, Si je chante, La la la (1963), La plus belle pour aller danser, Sha-la-la, L’homme en noir (1964), Dans tes bras, Cette lettre-là, Quand revient la nuit (1965), Mister John B, Ballade pour un sourire (1966), Par amour, par pitié, 2 minutes 35 de bonheur, Un peu de tendresse, Moi (1967), L’oiseau, Baby Capone, Irrésistiblement (1968), On a toutes besoin d’un homme, Face au soleil, Apprends-moi (1969) waren einige ihrer vielen Hits. Vartans Musik war in der Pop- und Beatmusik und dem Schlager der 1960er Jahre verwurzelt. Nicht selten nahm sie internationale Hits auf Französisch auf, zum Beispiel 1962 The Locomotion von Little Eva.
In den 1970er Jahren wechselte Vartan zwischen Pop, Folk, Disco, Cabaret und Musical. Zu ihren Hits in diesem Jahrzehnt, in dem sie weiterhin zu den führenden Unterhaltungskünstlern Frankreichs zählte, gehörten J'ai un problème, ein Duett mit ihrem damaligen Ehemann Halliday, Bye bye Leroy Brown, L'amour est comme les bateaux und Qu'est-ce qui fait pleurer les blondes?
Vartan unternahm einige Versuche, auf dem deutschsprachigen Musikmarkt Fuß zu fassen, blieb hier jedoch weit hinter Françoise Hardy, France Gall, Sheila und Mireille Mathieu zurück. Auch englischsprachige Platten, die in den USA und Großbritannien veröffentlicht wurden, verhalfen nicht zum Durchbruch in den dortigen Hitparaden. Nur einmal schaffte sie den Sprung in die Bestenlisten in den USA: 1984 sang sie zusammen mit John Denver das Duett Love Again und landete damit auf Platz 85 der US-Hitparade. Andererseits gelang ihr in den späten 1960er und frühen 1970er Jahren in Italien eine Karriere mit mehreren Hits in italienischer Sprache, häufigen Auftritten im dortigen Fernsehen und einer eigenen Fernsehshow.
Nebenbei trat Vartan gelegentlich als Schauspielerin in Erscheinung, etwa in den Filmen Malpertuis (nach einem Roman von Jean Ray, Regie Harry Kümel, 1971) und Engel in Schwarz (in der weiblichen Hauptrolle neben Michel Piccoli, 1994).
Noch in den 2000er Jahren erschienen mehrere neue Musikalben von Vartan, darunter das Studioalbum Sylvie (2004), das Live-Album Live au Palais des Congrès 2004, Nouvelle Vague (2007) und zuletzt Merci pour le regard (2021).
Emblematische Lieder aus ihrer Anfangszeit, die sie bis heute auf Konzerten zur Freude des Publikums singt, sind La plus belle pour aller danser und La Maritza, das an ihre Kindheit in Bulgarien und den Aufbruch nach Frankreich erinnert.
Seit dem Ende der kommunistischen Regime im Ostblock reiste Vartan mehrmals nach Bulgarien, besuchte ihr früheres Elternhaus und hatte Gesangsauftritte vor bulgarischem Publikum. Außer Französisch und Englisch spricht sie noch heute fließend Bulgarisch.
Seit 1984 ist Sylvie Vartan mit dem US-amerikanischen TV-Unternehmer Tony Scotti verheiratet, mit dem sie ein bulgarisches Waisenkind adoptiert hat. Ihr Neffe ist der Schauspieler Michael Vartan.

## Diskografie

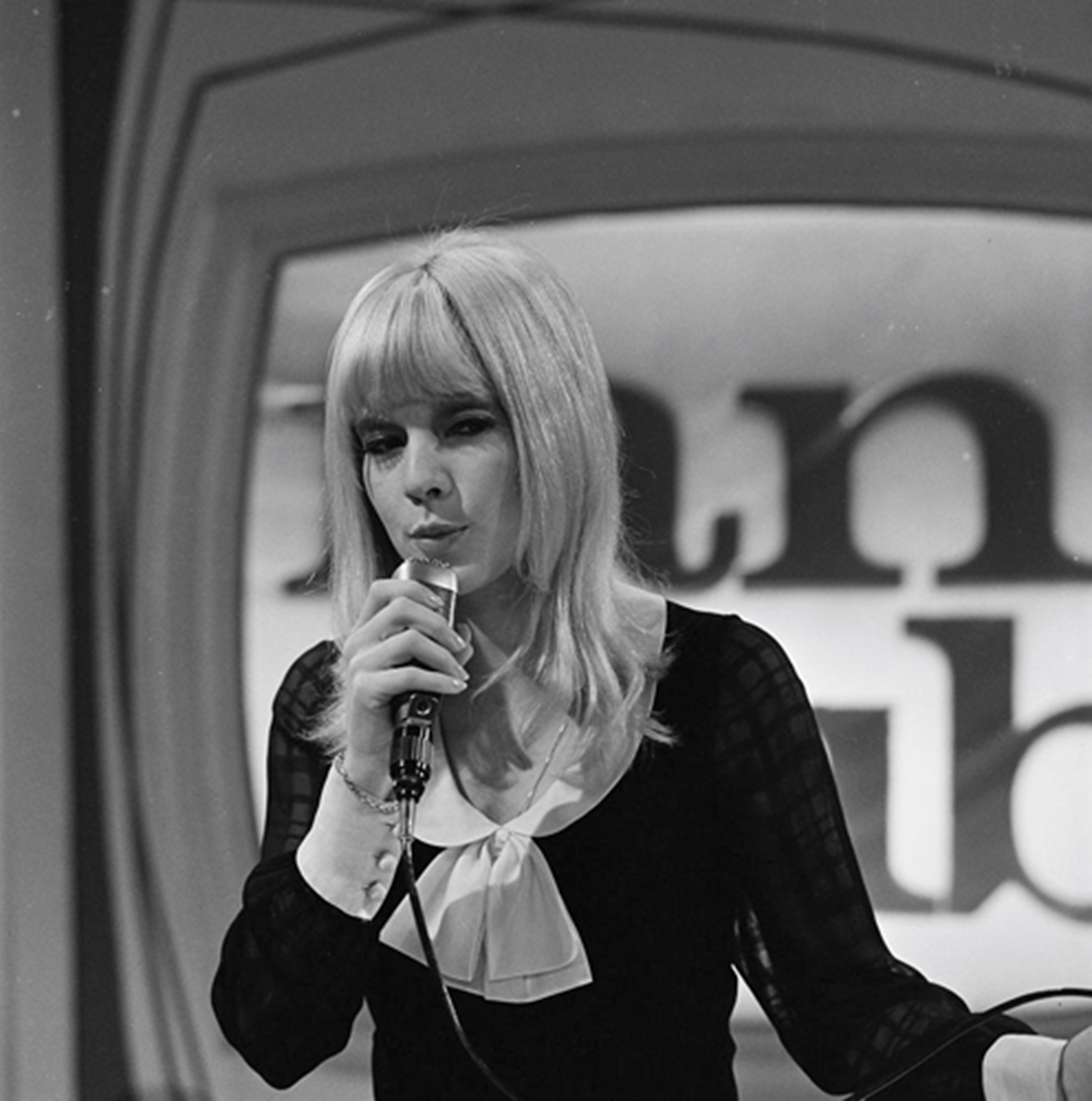
Sylvie Vartan (1966)

### Chartplatzierungen
| Jahr | Titel                           | Höchstplatzierung, Gesamtwochen, AuszeichnungChartplatzierungen (Jahr, Titel, Platzierungen, Wochen, Auszeichnungen, Anmerkungen) | Höchstplatzierung, Gesamtwochen, AuszeichnungChartplatzierungen (Jahr, Titel, Platzierungen, Wochen, Auszeichnungen, Anmerkungen) | Höchstplatzierung, Gesamtwochen, AuszeichnungChartplatzierungen (Jahr, Titel, Platzierungen, Wochen, Auszeichnungen, Anmerkungen) | Anmerkungen                                                       |
| Jahr | Titel                           | FR | BEW | CH | Anmerkungen                                                       |
| ---- | ------------------------------- | --- | --- | --- | ----------------------------------------------------------------- |
| 1996 | Toutes les femmes ont un secret | FR29 (6 Wo.)FR | — | — |                                                                   |
| 1997 | À l’Olympia                     | FR46 (1 Wo.)FR | — | — |                                                                   |
| 1998 | Sensible                        | FR29 (3 Wo.)FR | — | — |                                                                   |
| 1999 | Irrésistiblement                | FR50 (1 Wo.)FR | — | — |                                                                   |
| 2004 | Sylvie (2004)                   | FR19 (16 Wo.)FR | BEW58 (5 Wo.)BEW | — |                                                                   |
| 2004 | Les années RCA 1961-1983        | — | BEW47 (5 Wo.)BEW | — |                                                                   |
| 2005 | Palais des Congrès 2004         | FR39 (4 Wo.)FR | — | — |                                                                   |
| 2007 | Nouvelle vague                  | FR21 (12 Wo.)FR | BEW48 (5 Wo.)BEW | — |                                                                   |
| 2009 | Toutes peines confondues        | FR16 (11 Wo.)FR | BEW31 (5 Wo.)BEW | — |                                                                   |
| 2010 | Sylvie Live                     | FR69 (5 Wo.)FR | — | — |                                                                   |
| 2010 | Soleil bleu                     | FR52 (8 Wo.)FR | — | — |                                                                   |
| 2013 | Sylvie in Nashville             | FR19 (10 Wo.)FR | BEW38 (12 Wo.)BEW | CH88 (1 Wo.)CH |                                                                   |
| 2014 | Best of des légendes yéyés      | — | BEW67 (7 Wo.)BEW | — | mit Eddy Mitchell, Johnny Hallyday, Richard Anthony & Dick Rivers |
| 2015 | Une vie en musique              | FR76 (3 Wo.)FR | BEW111 (4 Wo.)BEW | — |                                                                   |
| 2018 | Avec toi …                      | FR23 (11 Wo.)FR | BEW27 (11 Wo.)BEW | CH40 (3 Wo.)CH |                                                                   |
| 2021 | Merci pour le regard            | FR17 (3 Wo.)FR | BEW16 (4 Wo.)BEW | CH35 (1 Wo.)CH |                                                                   |

### Alben
- 1962: Sylvie
- 1963: Twiste et chante
- 1964: À Nashville
- 1964: Sylvie Vartan
- 1969: Sylvie Vartan’s Story 1961–1962
- 1970: Sylvie a l’Olympia
- 1971: Sympathie
- 1973: J’ai un problème
- 1974: La reine de saba
- 1974: Shang Shang a Lang
- 1976: Qu’est-ce qui fait pleurer les blondes?
- 1976: Show Sylvie Vartan palais des congrès
- 1976: Portrait
- 1976: Sylvie Vartan
- 1977: Dancing Star
- 1977: Live im Palais des Congrès, Paris
- 1978: Fantaisie
- 1979: Déraisonnable
- 1979: I Don’t Want the Night to End
- 1982: Palais des sports 81
- 1983: De chose et d'autres
- 1983: Live in Las Vegas
- 1984: Des heures de désir
- 1985: Made in USA
- 1986: Virage
- 1989: Confidanses
- 1990: Enregistrement public a Sofia
- 1992: Vent d’quest
- 1994: Live from Paris Vol. 2
- 1994: Live from Tokyo Vol. 3
- 1994: Sessions acoustiques
- 1995: Sylvie Vartan
- 2010: Je me détacherai
- 2011: Live a la salle pleyel – The 50th Anniversary Concert
- 2011: Les concerts mythiques de l’olympia – Sylvie Vartan Octobre 1996
- 2012: Sylvie a Tokyo
- 2012: Live in Japan
- 2012: A l’olympia
- 2013: Sylvie (Au palais des congrès)
- 2013: Show Sylvie Vartan

### Singles
| Jahr | Titel Album                                     | Höchstplatzierung, Gesamtwochen, AuszeichnungChartsChartplatzierungen (Jahr, Titel, Album, Platzierungen, Wochen, Auszeichnungen, Anmerkungen) | Anmerkungen   |
| Jahr | Titel Album                                     | FR | Anmerkungen   |
| ---- | ----------------------------------------------- | --- | ------------- |
| 1991 | Quand tu es là (1990)                           | FR48 (3 Wo.)FR |               |
| 1993 | Tes tendres années (Live) Parc Des Princes 1993 | FR18 (8 Wo.)FR |               |
| 1996 | Je n’aime encore que toi                        | FR20 (8 Wo.)FR |               |
| 1999 | Les robes Sensible                              | FR91 (1 Wo.)FR |               |
| 2009 | Je chante le blues Toutes peines confondues     | FR13 (14 Wo.)FR |               |
| 2009 | L’un part, l’autre reste                        | FR28 (8 Wo.)FR |               |
| 2010 | Live à l’Olympia                                | FR14 (11 Wo.)FR |               |
| 2010 | Je me détacherai Soleil bleu                    | FR11 (8 Wo.)FR | feat. Doriand |

### Singles und EPs

#### 1962–1969
| - 1962: Moi je pense encore à toi / Dansons / M’amuser / Tous mes copains - 1962: Le Loco-Motion - 1962: Madison Twist / Ne le déçois pas / Les vacances se suivent / Bye Bye Love (EP) - 1963: Sylvie à Nashville 1 - 1963: Chance – Il revient - 1963: Twiste et chante (EP) - 1963: (Watching You) Every Little Move You Make - 1963: Ne t’en va pas (Comin’ Home Baby) - 1963: Chance (EP) - 1963: Ritmo de la lluvia / Dancing Party / What’d I Say / Conmigo (EP) - 1963: Avec moi / Mon ami - 1963: Mister Moonlight / Ja oder nein - 1963: Tous mes copains - 1963: Les vacances se suivent - 1963: I’m Watching (EP) - 1963: A l’Olympia - 1964: Millionen Verliebte auf Erden - 1964: Canta insieme a me - 1964: La plus belle pour aller danser - 1964: No te vayas / Las llaves de oro / El vuelve / Hay que elegir (EP) - 1964: L’homme en noir (EP) - 1964: Sha la la - 1965: Quand tu es là - 1965: Cette lettre la - 1965: Et pourtant je reste là - 1965: I Made My Choice / One More Day - 1965: En tus brazos / Siempre mas lejos / Quisiera ser un chico / Vieja historia (EP) - 1965: Je voudrais etre un garcon - 1965: Dans tes bras (EP) | - 1965: Sylvie Vol. II (EP) - 1965: Quand tu es là (mit Eddie Vartan) - 1966: Il y a deux filles en moi - 1966: Par amour, par pitié - 1966: Ballade pour un sourire - 1966: Et pourtant je reste la / Je prefere tes bras / C’etait trop beau / L’oiseau rare (EP) - 1966: Mister John B. (EP) - 1966: La chanson / Nur ein Lächeln blieb - 1966: 8 heures 20 - 1967: Baby Capone / Irrésistiblement - 1967: 2′35 de bonheur / 98.6 / Deux mains / Gimme Me Some Lovin’ - 1967: Un peu de tendresse - 1967: Le kid / Moi - 1967: Deux minutes trente cinq de bohneur - 1967: Comme un garçon (EP) - 1967: 2 minuti di felicità / Un pò di dolcezza - 1968: Come un ragazzo - 1968: La maritza (EP) - 1968: Zum zum zum - 1968: Lied ohne Wiederkehr - 1968: Irresistibilmente - 1968: L’oiseau - 1969: On a toutes besoin d’un homme - 1969: Le roi David - 1969: Festa negli occhi festa nel cuore - 1969: Abracadabra (EP) - 1969: C’est un jour à rester couché / Mon chinois vert / Le roi David / Ballade pour une fugue (EP) - 1969: Buonasera, buonasera |

#### 1970–2012
| - 1970: Aime-moi - 1971: Caro Mozart - 1971: Loup - 1971: 恋人時代 Koibito Jidai - 1972: Sur la musique - 1972: Parle moi de ta vie - 1972: Mon père - 1972: Riche - 1973: J’ai un problème (als Sylvie & Johnny) - 1973: La vie c’est du cinema - 1973: Non je ne suis plus la même - 1973: Bye Bye Baby (mit Johnny Hallyday) - 1974: L’amour au diapason - 1974: Toi le garçon - 1974: Bye Bye Leroy Brown - 1974: Da dou ron ron - 1975: ...la drôle de fin - 1975: Qu’est-ce qui fait pleurer les blondes? - 1975: Toi mon aventure - 1975: Les chemins de ma vie - 1975: Shang Shang a Lang - 1975: l veliero in bottiglia - 1975: Danse-la chante-la - 1976: Ta sorcière bien aimée - 1976: L’amour c’est comme les bateaux - 1976: Le temps du swing - 1977: La maritza - 1977: Petit Rainbow | - 1977: Georges - 1978: Disco Queen - 1978: Fantaisie - 1978: Solitude - 1978: I Don’t Want the Night to End - 1979: Nicolas - 1980: En ecoutant la pluie - 1980: Tape Tape - 1981: L’amour c’est comme une cigarette - 1982: Marathon Woman - 1982: La sortie de secours - 1983: La première fois qu’on s’aimera (Vartan & Sardou) - 1983: U. C. L. A. - 1983: Danse ta vie - 1983: 4 titres – Edition Special – Tirage Limite N° 3 (EP) - 1984: Double Exposure - 1984: Love Again (mit John Denver) - 1984: En ecoutant la plue - 1984: Des heures de désir - 1985: One Shot Lover (Special Dance Mix) - 1986: Silver Lining - 1987: Femme sous influence - 1988: Irresistiblement - 1989: C’est fatal - 1996: Back to L. A. - 2010: Sylvie Live - 2012: On entre en scène |

## Filmografie
- 1952: Unter dem Joch (Pod igoto)
- 1962: Mondschein über Maubeuge (Un clair de lune à Maubeuge)
- 1963: Wo kommst Du her, Johnny? (D’où viens-tu, Johnny?)
- 1964: Das Idol (Cherchez l’idole)
- 1964: Patate
- 1966: Spelevaren (Fernsehserie)
- 1971: Malpertuis
- 1972: Absences répétées
- 1994: Ein schwarzer Engel (L’ange noir)
- 2001: Mausolée pour une garce (TV)
- 2013: Des gens qui s’embrassent
- 2014: Er liebt mich, er liebt mich nicht – Toujours l’amour (Tu veux ou tu veux pas)

## Sonstiges
- Auf dem Titelbild des Lupo-Comics Ausgabe 28/1965